# Yoroi
Yoroi, anche ō-yoroi (lett. "grande armatura") è l'armatura giapponese per antonomasia, comunemente associata ai suoi più noti utilizzatori, i samurai, dei quali era ad un tempo strumento e simbolo. Veniva infatti personalizzata con gli stemmi di appartenenza ai clan, o con quelli di identificazione personale, ed impreziosita con un numero di allacciature proporzionale al grado di nobiltà del proprietario. In realtà, la yoroi era precipua dei guerrieri di casta più elevata.
Le grandi-armature erano composte dalla protezione per la testa (kabuto), delle spalle (sode), delle braccia (kote), del busto (dō), del ventre (kusazuri) e delle gambe (haidate) fino a coprire i polpacci (suneate) e i piedi (kōgake). Altri componenti dell'armatura erano la maschera (menpō) che doveva incutere timore agli avversari e tre sacche che i samurai portavano sempre con sé durante le campagne militari: una conteneva cibo, l'altra esclusivamente riso (entrambe chiamate kate-bukuro) e l'ultima serviva per contenere le teste mozzate degli avversari (kubi-bukuro).